# Rona-Lee Shimon

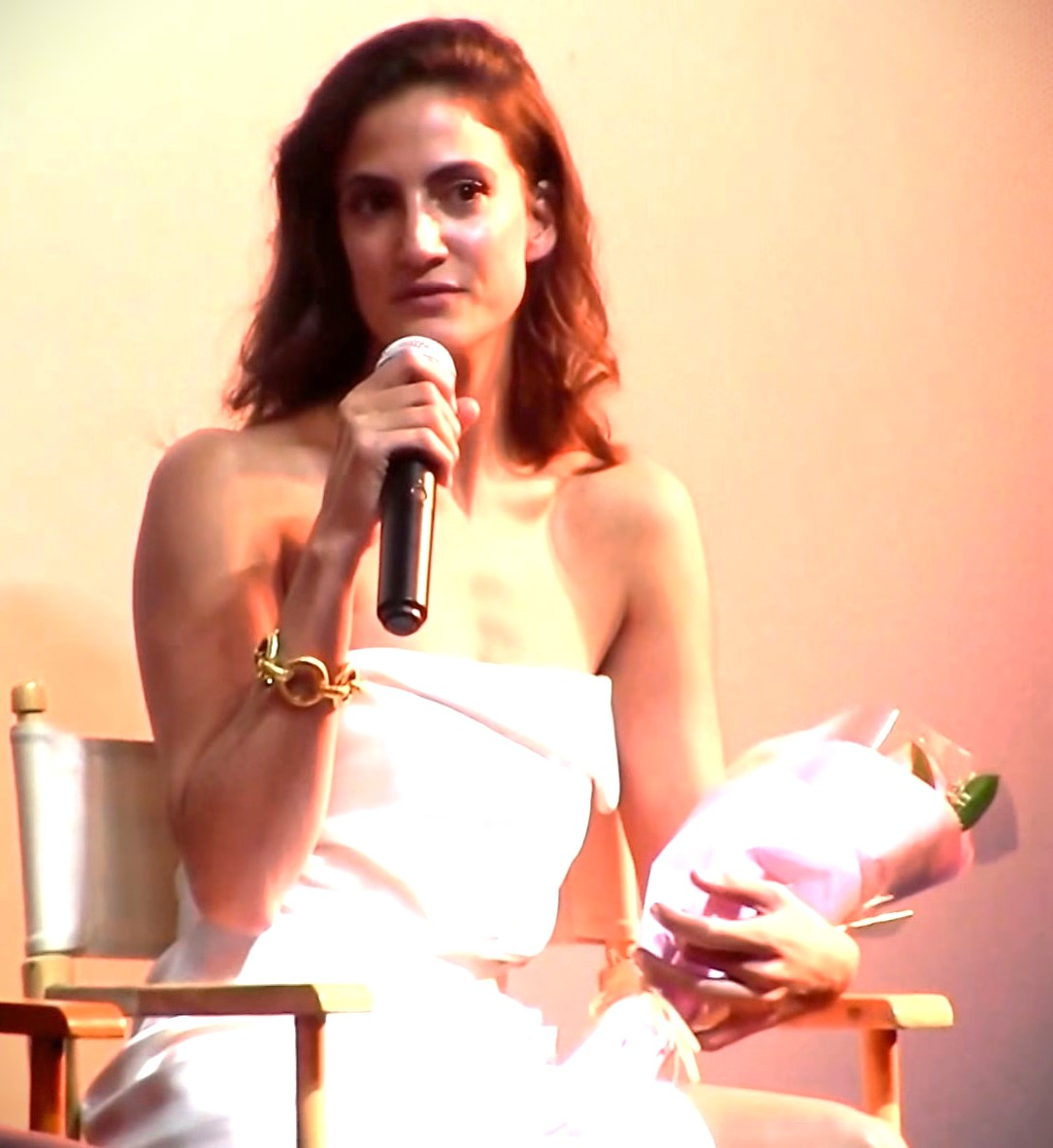
Rona-Lee Shimon

Rona-Lee Shimon (hebräisch רונה-לי שמעון; * 9. Januar 1983 in Ramat Gan, Israel) ist eine israelische Schauspielerin, Model und Tänzerin.

## Leben und Karriere
Shimon wuchs in einer jüdischen Familie in Ramat Gan auf. Mit drei Jahren begann sie, Ballettunterricht zu nehmen.  Im Alter von zwölf Jahren schloss sie sich der israelischen Tanzgruppe Bat Dor (בת דור) an.  Nach ihrem High-School-Abschluss besuchte sie mit einem Vollstipendium die Royal Ballet Academy in Amsterdam.  Anschließend kehrte sie nach Israel zurück.
2005 nahm sie an der Tanzwettbewerb Nolad Lirkod teil. Ihr Debüt gab sie 2006 in Our Song. Außerdem trat Shimon 2010 in dem Film Policeman auf. Seit 2015 spielt sie in der Serie Fauda die Hauptrolle. Unter anderem war sie 2020 Mitglied im Ensemble der Fernsehserie Messiah.

## Filmografie
Filme
- 2010: Infiltration (Hitganvut Yehidim)
- 2011: Policeman (Ha-shoter)
- 2012: Leak
- 2016: A Quiet Heart (Lev shaket meod)
- 2021: Why I Didn't Report
- 2023: Black Lotus
- 2024: Dirty Angels

Serien
- 2006: Our Song
- 2006: HaPijamot
- 2007: Ha'Nephilim
- 2012: Summer Break Diaries
- 2012: Yomanei HaChofesh HaGadol
- seit 2015: Fauda
- 2020: Messiah
- 2021: Alumim
- 2022–2023: Sky